# Gunnar Olsson (fotbollsspelare)
Olof Gunnar Olsson, född 19 juli 1908 i Örgryte församling, död 27 september 1974 i S:t Pauli församling i Göteborg, var en svensk fotbollsspelare (anfallare).

## Biografi
Olsson tillhörde under sin klubbkarriär Gais och blev där svensk mästare säsongen 1930/31. Han var en av Gais bästa yttrar genom tiderna men tvingades sluta i förtid då hans knän tagit slut av alla de smällar han fått utstå under karriären. Han spelade under åren 1932–1934 sammanlagt 6 landskamper (1 mål), och var uttagen i den svenska truppen till VM 1934. Han fick dock ingen speltid i någon av Sveriges båda matcher i turneringen när man åkte ut mot Tyskland i kvartsfinal.
Han är begravd på Örgryte nya kyrkogård.